# Tetragnatha flava
Tetragnatha flava är en spindelart som först beskrevs av Jean Victor Audouin 1826.  Tetragnatha flava ingår i släktet sträckkäkspindlar, och familjen käkspindlar.
Artens utbredningsområde är Egypten. Inga underarter finns listade i Catalogue of Life.